# Finguine mac Cathail
Finguine mac Cathail Con-cen-máthair (mort en 696) était un roi de Munster (en irlandais : Muman), l'un des cinq royaumes d'Irlande. Il appartenait à la famille des Eóganacht Glendamnach, une branche du clan des Eóganachta descendant d'Óengus mac Nad Froích (mort en 489), le premier roi chrétien de Muman, par son fils Eochaid mac Óengusa. 

## Biographie
Il était le fils de Cathal Cú-cen-máthair mac Cathaíl (mort en 665). Il succéda à Colgú mac Faílbe Flaind en 678. 
C'est pendant son règne que le texte législatif Cáin Fuithirbe fut promulgué à Mag Fuithirbe, aux environs de Cork et de Kerry, en 683. Les noms des représentants des principales tribus du royaume y sont mentionnés.
L'unique fils connu de Finguine était Cathal mac Finguine (mort en 742), qui fut un des plus puissants rois de Muman. 